# Taguig
Taguig is een stad op het eiland Luzon in de Filipijnen. Ze vormt samen met 16 andere steden en gemeenten de National Capital Region, die ook wel Metro Manilla wordt genoemd. Bij de volkstelling van 2020 had de stad 866.722 inwoners.

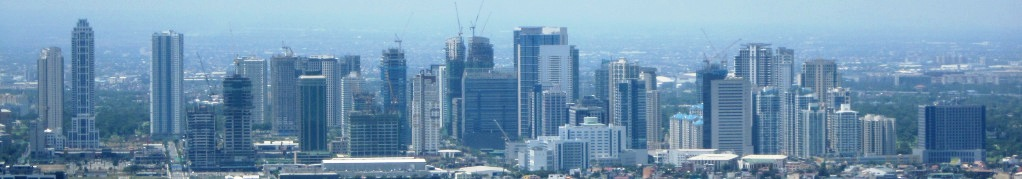
Skyline

## Geschiedenis
Taguig werd een stad op 8 december 2004.

## Geografie

### Bestuurlijke indeling
Taguig is onderverdeeld in de volgende 28 barangays:
| - Bagumbayan - Bambang - Calzada - Central Bicutan - Central Signal Village - Fort Bonifacio - Hagonoy - Ibayo-Tipas - Katuparan - Ligid-Tipas - Lower Bicutan - Maharlika Village - Napindan - New Lower Bicutan | - North Daang Hari - North Signal Village - Palingon - Pinagsama - San Miguel - Santa Ana - South Daang Hari - South Signal Village - Tanyag - Tuktukan - Upper Bicutan - Ususan - Wawa - Western Bicutan |

## Demografie
Taguig had bij de census van 2010 een inwoneraantal van 644.473 mensen. Dit waren 31.130 mensen (5,1%) meer dan bij de vorige census van 2007. Ten opzichte van de census van 2000 was het aantal inwoners gegroeid met 177.098 mensen (37,9%). De gemiddelde jaarlijkse groei in die periode kwam daarmee uit op 3,27%, hetgeen hoger was dan het landelijk jaarlijks gemiddelde over deze periode (1,90%).

De bevolkingsdichtheid van Taguig was ten tijde van de census in 2010, met 644.473 inwoners op 45,21 km², 14255,1 mensen per km².

## Bestuur en politiek
Zoals in alle steden in de Filipijnen is de burgemeester de belangrijkste bestuurder. Burgemeesters worden sinds 1988 elke drie jaar gekozen en staan aan het hoofd van het gemeentelijke bestuur en de uitvoerende organen. De huidige burgemeester van de stad, Lani Cayetano is tijdens de verkiezingen van 2016 voor een derde termijn van drie jaar herkozen. De viceburgemeester, momenteel Ricardo Cruz, is voorzitter van de stadsraad. Taguig heeft twee gekozen afgevaardigden in het Filipijnse Huis van Afgevaardigden, onderdeel van het Filipijns Congres. Elke afgevaardigde vertegenwoordigt een van de twee kiesdistricten van de stad. Bij de verkiezingen van 2016 werden de volgende politici gekozen tot afgevaardigden: Arnel Cerafica (1e kiesdistrict) en Pia Cayetano (2e kiesdistrict).
Lijst van burgemeesters van Taguig sinds 1948
| - 1901 – 1904 Feliciano Pagkalinawan - 1904 – 1910 Felipe Rayos - 1912 – 1916 Graciano Juta - 1925 – 1933 Eusebio Santos - 1933 - 1934 Cleto Mastrili - 1934 - 1942 Artemio Natividad - 1942 - 1945 Leocadio de Leon - 1945 - 1945 Aquilino Sarmiento | - 1945 - 1945 Pedro D. Cruz - 1946 - 1946 Leocadio de Leon - 1946 - 1947 Pedro D. Cruz - 1948 – 1951 Nicanor P. Cruz - 1952 – 1955 Bonifacio A. Relon - 1956 – 1976 Monico C. Tanyag - 1976 – 1986 Levi B. Mariano - 1986 – 1987 Isidro B. Garcia | - 1987 – 1988 Donato L. Estacio - 1988 – 1992 Rodolfo de Guzman - 1992 – 1995 Ricardo Papa jr. - 1995 – 1997 Isidro B. Garcia - 1997 – 2001 Ricardo Papa jr. - 2001 – 2010 Sigfrido Tiñga - 2010 – 2019 Lani Cayetano - 2019 – 2022 Lino Cayetano - 2022 – 2025 Lani Cayetano |

## Geboren in Taguig
- Felix Manalo (10 mei 1886 - 12 april 1963), eerste leider Iglesia ni Cristo.
- Precious Lara Quigaman (3 januari 1983), model en freelance schrijfster

Caloocan · Las Piñas · Makati · Malabon · Mandaluyong · Manilla · Marikina · Muntinlupa · Navotas · Parañaque · Pasay · Pasig · Pateros · Quezon City · San Juan · Taguig · Valenzuela